# Rio (film)
Rio è un film d'animazione del 2011 co-scritto e diretto da Carlos Saldanha; prodotto dai Blue Sky Studios, in co-produzione con 20th Century Fox Animation, e distribuito dalla 20th Century Fox.
Basato su un soggetto originale di Carlos Saldanha, il film è il sesto lungometraggio Blue Sky, mentre il cast vocale è composto da Jesse Eisenberg, Anne Hathaway, George Lopez e Jamie Foxx.
Accolto positivamente da critica e pubblico, il film è stato candidato a numerosi riconoscimenti, tra cui una candidatura ai Premi Oscar 2012 per la miglior canzone originale (Real in Rio).

## Trama
Blu è un raro esemplare di Ara di Spix (nel film chiamato Macao Blu) che durante un incidente di trasporto, viene abbandonato in Minnesota. Per strada lo trova Linda, una ragazzina che decide di portarlo a casa sua. Anni dopo si presenta alla libreria di Linda l'ornitologo Tullio, informandola che Blu è l'ultimo esemplare maschio della sua specie e che ne è stato trovato da poco un esemplare femmina a Rio de Janeiro di nome Gioiel. Dopo un'iniziale difficoltà Tullio riesce a convincere Linda dell'importanza dell'accoppiamento fra i due uccelli e Blu parte per il Brasile.
Blu però non ha mai imparato a volare e quando incontra Gioiel, se ne innamora. I due uccelli vengono rapiti dai bracconieri, che vogliono venderli per ottenere soldi e vengono legati con una catena. Dopo la loro fuga Miguel, il sadico cacatua appartenente al capo dei bracconieri Marcel inizia a dare la caccia ai due uccelli dopo aver ricevuto l'incarico. Blu e Gioiel cercano di liberarsi dalla catena con l'aiuto di Rafael, un saggio tucano, che li porta all'inizio a una rupe dove cerca di insegnare l'arte del volo a Blu, con scarsi risultati. Nel frattempo Linda e Tullio vengono aiutati da Fernando un orfano povero che aiuta i bracconieri, anche se in verità vuole solo avere dei soldi per vivere e affetto. Blu e Gioiel sono costretti così ad andare al mercato. Li intervengono allora Pedro e l'inseparabile amico Nico, che portano i tre a una discoteca per uccelli. La festa viene però interrotta dagli Uistitì dai pennacchi bianchi, ingaggiati (sotto minaccia di morte) da Miguel per catturarli. I volatili riescono a sconfiggerli e in seguito a questo smacco Miguel decide di continuare lui stesso la ricerca e così i cinque amici arrivano alla Favela, all'officina di Luiz un bulldog "professionista" di motoseghe, che li libera (anche se non con una sega circolare, ma con la sua saliva). I due Ara di Spix sono liberi. Ma a quel punto Blu e Gioiel litigano, così Blu lascia il gruppo e Gioiel viene rapita da Miguel.
Dopo essere venuto a saperlo Blu, Luiz, Pedro, Nico e Rafael inseguono il carro dove ci sono i trafficanti di animali per tutto il Carnevale di Rio, fino a raggiungerlo per poi venir catturati e portati su un aereo nonostante Tullio e Linda abbiano cercato in tutti i modi di fermarli. Nell'aereo Blu riesce a liberarsi e fa lo stesso per gli altri uccelli. Miguel però cerca di fermarli e spezza un'ala a Gioiel. Blu però riesce a far finire Miguel nel motore dell'aereo facendogli perdere tutte le piume. Nel frattempo Blu e Gioiel precipitano dall'aereo e durante la caduta i due si baciano. A quel punto Blu riesce a volare salvando Gioiel. I due uccelli decidono di vivere in libertà insieme a tutti gli uccelli per tutta la vita. La coppia come si vede alla fine del film avrà tre figli, i bracconieri vengono arrestati mentre Linda e Tullio fanno coppia fissa e adottano Fernando, lavorando insieme per proteggere la fauna di Rio. Per quanto riguarda Miguel egli riesce a sopravvivere all'incidente aereo ma senza penne e Mauro il re degli uistitì dai pennacchi bianchi, gli scatta una foto ridendo e lui per la vergogna cerca di coprirsi con una foglia.

## Personaggi
- Blu: è il protagonista del film. È un'ara di Spix addomesticato, umanizzato e all'inizio non sa volare, che ama il quieto vivere. Va a Rio per accoppiarsi con una femmina di ara per salvare la sua specie. Alla fine imparerà a volare, deciderà di vivere con Gioiel nella natura e avrà 3 figli con lei.
- Gioiel (Jewel): una femmina di ara di Spix custodita in un aviario di Rio. Lei è in un primo momento infastidita da Blu e dalla sua aerofobia, ma riesce a crescere grazie a Blu e trova l'amore con lui.
- Rafael: un tucano toco saggio che aiuta Blu nel rapporto con Gioiel.
- Miguel (Nigel): è un imponente cacatua ciuffogiallo. Sadico, violento e crudele, è il principale antagonista del film. Vuole catturare Blu e Gioiel per conto dei bracconieri. Tuttavia, il suo reale scopo consiste nel rovinare l'esistenza ai variopinti volatili di Rio che gli hanno "rubato" la fama, infatti viene mostrato che lui era una star dello spettacolo, prima di essere messo in ombra da uno dei suddetti volatili.
- Linda Gunderson: è la proprietaria di Blu; da ragazzina lo aveva trovato, piccolo e impaurito, in una cassa caduta da un camion. È una bibliotecaria amorevole e riservata che alla fine del film assieme a Tullio, adotta Fernando.
- Nico: è un canarino giallo che aiuta Blu quando egli arriva a Rio. Indossa un tappo a corona verde con strisce blu come un copricapo e talvolta, lo usa come tamburello.
- Pedro: è un cardinale ciuffo rosso amante del rap, migliore amico di Nico, che aiuta Blu quando arriva a Rio.
- Luiz: è un bulldog, cane da guardia di un meccanico. Rafael lo descrive come un professionista. Si lecca spesso il naso e ha un disturbo patologico che gli fa produrre quantità abnormi di saliva che gli gocciola dalle guance.
- Tullio: è un simpatico amante degli uccelli, ma si definisce una persona inadatta al clima invernale del Minnesota. Egli svolge il suo lavoro di ornitologo con grande passione e quando vede Blu cerca di convincere Linda ad aiutarlo, altrimenti l'intera specie si estinguerà.
- Fernando: un piccolo orfano brasiliano costretto a guadagnarsi da vivere compiendo furti per i bracconieri ma non si tratta di un cattivo soggetto, semplicemente non ha scelta pur se viene pagato con una miseria, ha 12 anni poi si allea con Linda e Tullio e diventa il loro figlio adottivo.
- Eva: è la moglie di Rafael. Molto irritante, autoritaria e stonata che stereotipizza con Rafael, la coppia in cui la moglie impone la legge e con un gran numero di figli (17 e uno in arrivo, come dice Rafael).
- Marcel: è il capo dei bracconieri nonché l'antagonista secondario del film. È un uomo intelligente e calcolatore ma avido e senza scrupoli, che vuole arricchirsi vendendo illegalmente gli uccelli di Rio, inclusi quelli a rischio di estinzione come il protagonista. Nonostante la sua intelligenza alla fine non riesce a vendere gli uccelli fallendo miseramente grazie a Blu e all'incompetenza dei suoi scagnozzi. In seguito egli viene arrestato insieme ai suoi tirapiedi.
- Tipa: è lo scagnozzo più basso, grosso e stupido di Marcel.
- Armando: è lo scagnozzo più alto e leggermente più sveglio al servizio di Marcel.
- Mauro: è il re degli uistitì dai pennacchi bianchi. I suoi "gioielli reali" sono oggetti d'uso comune (orologi, anelli ecc.) razziati ai turisti. Si distingue dagli altri per via di un ciuffo di peli con una graffetta e per la pelliccia marrone.
- Chloe: è un'oca del Canadà che prende in giro Blu.
- Alice: è l'altra oca amica di Chloe.

## Produzione
In fase di sviluppo per anni, Rio è considerato dal brasiliano Carlos Saldanha un "progetto-sogno". Saldanha ha riferito che nel film ci sarà più musica rispetto ai suoi tre film della saga de L'era glaciale.
Il film contiene una dedica a Clymene Campos Saldanha, madre del regista Carlos, deceduta per una malattia degenerativa.
L'uscita del film nelle sale è stata anticipata dalla distribuzione di Angry Birds Rio, una variante del popolare gioco Angry Birds con una trama ispirata al film e la presenza di Blu e Gioiel tra gli uccelli giocabili. Il titolo, nato dalla collaborazione tra 20th Century Fox e Rovio Mobile, è stato pubblicato il 22 marzo 2011 su App Store e Mac App Store e successivamente su piattaforma Android. Il lancio del gioco tematico ha avuto un notevole successo, con ben 10 milioni di download nei primi 10 giorni di commercializzazione. Il 12 aprile 2011 è stato pubblicato per Nintendo DS, Wii, PlayStation 3 e Xbox 360 Rio Multiplayer Party Game!, la cui versione per Xbox 360 include 3 mini-giochi aggiuntivi oltre ai 40 mini-giochi che sono compresi anche per le altre console.

## Accoglienza

### Incassi
Il film ha avuto un ottimo successo tra il pubblico, incassando 484 635 760$. Grazie al suo ottimo incasso, Rio è diventato il film non sequel di maggiore incasso della Blue Sky Studios mai creato.

### Critica
La maggior parte della critica del mondo ha espresso buone opinioni sul film. Con un indice di gradimento del 72% ed voto medio di 6,4/10 su Rotten Tomatoes, la maggior parte della critica ha molto apprezzato la comicità della storia e l'ottima musica.

### Riconoscimenti
- 2012 - Premio Oscar
  - Candidatura per la miglior canzone (Real in Rio) a Sérgio Mendes, Carlinhos Brown e Siedah Garrett

## Sequel
In un'intervista dopo la candidatura all'Oscar, Sérgio Mendes dichiarò che Carlos Saldanha avrebbe distribuito il sequel del film tra febbraio e marzo del 2014, un paio di mesi prima del campionato mondiale di calcio di Brasile 2014. Inoltre, un portavoce della 20th Century Fox affermò che lo studio era interessato a trasformare Rio in un franchise. Il film è stato distribuito in Brasile il 28 marzo 2014, mentre nel resto del mondo l'11 aprile 2014.

## Spin-off
Nel 2019, dopo l'acquisto della 20th Century Fox da parte della Walt Disney Pictures, è stato annunciato un film spin-off su Nico e Pedro.
In seguito alla chiusura dei Blue Sky Studios e ai mancati aggiornamenti sul film da allora, si presume che il progetto sia stato cancellato.